# مهرآباد (رفسنجان)
مهرآباد یک روستا در ایران است که در دهستان بهرمان شهرستان رفسنجان واقع شده‌است. مهرآباد ۱۱ نفر جمعیت دارد.